# Gennadi Michailowitsch Golusin
Gennadi Michailowitsch Golusin, russisch Геннадий Михайлович Голузин, englische Transkription Gennadii Mikhailovich Goluzin, (* 24. Januar 1906 in Torzhok, Russisches Reich; † 17. Januar 1952 in Leningrad, Sowjetunion) war ein russischer Mathematiker, der sich mit geometrischer Funktionentheorie befasste.

## Leben
Golusin studierte ab 1924 an der Universität Leningrad mit dem Abschluss 1929. Er wurde dort 1936 bei Wladimir Iwanowitsch Smirnow habilitiert (russischer Doktortitel). und lehrte ab 1938 als Professor an der Universität Sankt Petersburg. Er war am Leningrader Steklow-Institut.
In den 1940er Jahren Jahre begründete er die Leningrader Schule der geometrischen Funktionentheorie, einem Gebiet, dem er sich ab Mitte der 1930er Jahre zuwandte. Nach dem Tod von Golusin wurde die Schule mit ihrem Seminar bis 1982 von seinem Schüler  Nikolai Andrejewitsch Lebedew geleitet. Einer ihrer späten Erfolge war in den 1980er Jahren die Klärung der Gültigkeit des  Beweises der Bieberbach-Vermutung durch Louis de Branges (durch Isaak Moissejewitsch Milin, E. G. Jemeljanow (russisch Емельянов),  Galina Wassiljewna Kusmina und einige andere), der auf Arbeiten von Lebedew und Milin aufbaute (und auf Loewners Methode). Golusin selbst arbeitete viel über Schlichte Funktionen (biholomorph, injektiv) und die Bieberbach-Vermutung, wobei er sich der Methoden von Charles Loewner bediente und diese ausbaute. Er griff auch frühzeitig die Streifen-Methode von Herbert Grötzsch auf. Sein Lehrbuch der geometrischen Funktionentheorie erschien zuerst in Russisch 1952 (2. Auflage 1966) und wurde ins Deutsche und Englische übersetzt.
Das Variationsprinzip von Golusin ist nach ihm benannt (er baute die Methoden innerer Variation von Menahem Max Schiffer aus) und die Ungleichung von Golusin, Torsten Carleman und Krylow.
Er gab eine russische Übersetzung des klassischen Analysis-Lehrbuchs von Edmund Taylor Whittaker und G. N. Watson A course in modern analysis heraus.
Zu seinen Doktoranden gehörten Milin, Lebedew und Juri Jewgenjewitsch Alenizyn (russisch Юрий Евгеньевич Аленицын, 1912–1993).
1947 erhielt er den Staatspreis der UdSSR und 1946 den Preis der Universität Leningrad.
Er war mit Antonina Chufistova verheiratet und hatte drei Töchter, die alle Mathematikerinnen wurden. Darunter ist Jelena Golusina (E. G. Goluzina), die als promovierte Mathematikerin am Steklow-Institut auch in Funktionentheorie arbeitet und am von Lebedev fortgeführten Seminar ihres Vaters war. Golusin und seine Familie durchstanden gemeinsam die Blockade von Leningrad im Zweiten Weltkrieg bis zur bis 1944 andauernden Evakuierung des Steklow-Instituts nach Kasan.

## Schriften
- Geometrische Funktionentheorie, Hochschulbücher für Mathematik 31, Berlin: Deutscher Verlag der Wissenschaften, 1957
- Innere Probleme in der Theorie univalenter Funktionen, Uspekhi Mat. Nauka 1939 (russisch)